# Остоја Рајаковић
Остоја Рајаковић је био српски властелин из друге половине XIV века, који је спадао међу значајније властелине Охридске области. Био је вазал Мрњавчевића и њихов сродник, а касније и жупана Андрије Гропа, чији је био и зет. Сахрањен је у нартексу охридске цркве Богородице Перивлепте, а његов једини помен у историјским изворима представља натпис на његовом гробу, изнак кога се налази фреска, на којој је приказан као младић који се моли Богородици Перивлепти.
Натпис на његовом гробу гласи:„“
Према тумачењу Константина Јиричека, које је и данас прихваћено, Остоја је припадао породици Угарчића, која води порекло из Невесиња и жупе Љубомир, северно од Требиња. Због тога се сматра да је припадао хумској властели, која је током освајања Душана Силног, добијала поседе у Македонији, попут Мрњавчевића. Према надгорбном натпису, Остоја је био зет жупана Андрије Гропе, који је после Маричке битке 1371. године овладао Охридом и Дебром. Са друге стране, његово сродство са краљем Марком (1371—1395) тј. Мрњавчевићима, није прецизније утврђена.
Његов фрескопортрет, приказује младог властелина, који је насликан веома реалистично са јасно израженим особеностима његовог лика, а начин сликања је идентичан са сликарском обрадом живе властеле. Посебну особеност његовог портрета представља његова одећа, којој је посвећена посебна пажња. На одећи византијског типа, приметни су значајни утицаји западњачког одевања тог доба, што се тумачи управо његовим пореклом из Захумља, које је, преко Дубровачке републике, имало директан контак са тим утицајем.